# Louis Gidrol
Louis Gidrol (1922) è un musicista ciadiano, noto per aver composto l'inno nazionale del Ciad, La Tchadienne.
| Controllo di autorità | VIAF (EN) 7400154260446124480003 |